# Open Library
Open Library（オープンライブラリ）とは「これまでに出版された本のウェブページ」を作るためのオンラインプロジェクトである。カリフォルニア州立図書館とケール・オースチン財団による非営利プロジェクト「インターネットアーカイブ」の一環として進められている。

## 失読症、視覚障害向けサービス
2010年5月、障害を持つアメリカ人法に基づき、失読症、視覚障害者向けに100万冊以上の古書と現代書を提供するサービスを始めた。

## デジタル図書館
出版社4社と図書館150館の協力によりデジタルスキャンされた数万冊の現代書を読むことが出来る。

## 書籍データベース
書籍情報はアメリカ議会図書館や他の図書館、Amazon.comやウィキ型インターフェイスを通したユーザーによる寄付によって収集されている。デジタルスキャンされた書籍の場合押すとカタログリストが出てくる「Read」と書かれたボタンがあり、書籍の購入や貸与を申し込むためのリンクもある。
データベースは以下のように分けられる:
- 著作者
- 著作 (全書籍の中でタイトルや本文が同一の場合)
- 版 (発行が異なる同一の著作物)

Open Libraryでは600万人分の著作者の書籍と2000万冊の書籍（著作物ではない）の収集と、100万冊のパブリックドメイン書籍をデジタルスキャンしたいとしている。

## 技術
Open Libraryは2006年にOpen Library's technical teamの技術者兼リーダーだったアーロン・スワーツが立ち上げた。このプロジェクトは現在ジョージ・オーツが主導している。
2010年5月にこのサイトはGitHubをコードベースにして再始動した。InfobaseはPostgreSQLに基づくデータベースフレームワークであり、InfogamiはPythonで書かれたウィキエンジンである。ソースコードはGNU Affero General Public License, version 3に基づいている。